# KBC集團控股
KBC集團控股（日语：KBCグループホールディングス株式会社）是日本的一家廣播控股公司。這家公司成立於2023年4月1日，系九州朝日放送改制更名而成立。九州朝日放送在1954年開始電台播音，1959年開始播出電視。2023年4月1日，KBC集團控股正式成立，繼承九州朝日放送的廣播執照持有者地位。